# Oresbius bipunctatus
Oresbius bipunctatus là một loài tò vò trong họ Ichneumonidae.